# Ихшиды Согда

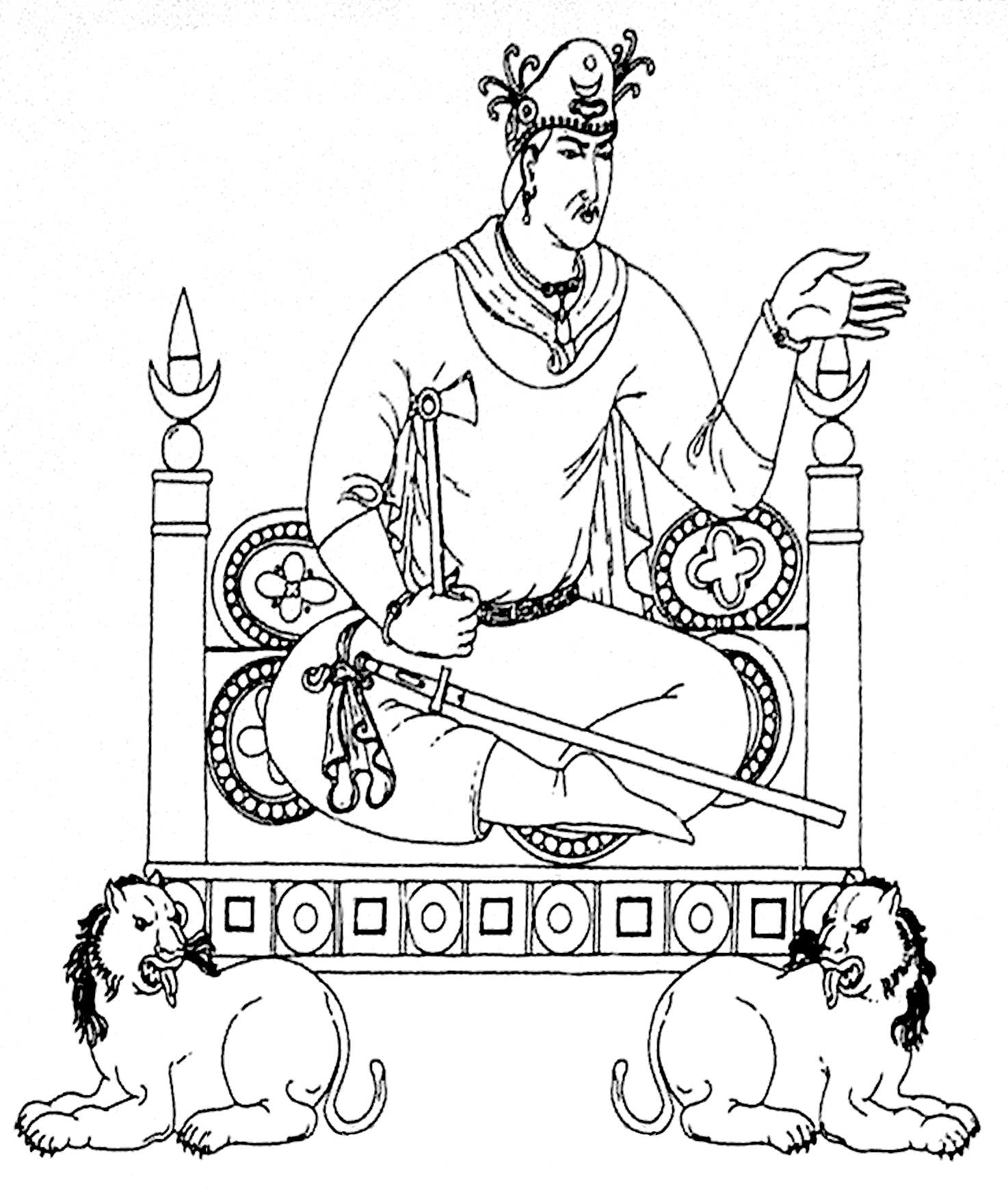
Царь Вархуман Унаш принимает иностранные делегации на фресках Афрасиаба, Самарканд, около 655 г. н. э. (реконструкция)

Ихши́ды Со́гда (также известные как ихши́ды Самарка́нда и Уна́ши) — согдийская династия, правившая одним из согдийских княжеств со столицей в Самарканде с 642 по 755 года.
Княжеский титул «ихшид» (от согд. xšyδ, xšēδ — букв. «правитель») имеет иранское происхождение; учёные по-разному производили его от древнеиранского корня «khshaeta» («сияющий», «блестящий»), или от «khshāyathiya» («правитель», «царь»), от которого также происходит титул «шах» («царь»). Ихшиды Согда со столицей в Самарканде хорошо засвидетельствованы во время и после мусульманского завоевания Мавераннахра.

## Династия ихшидов Согда
Шишпир, первоначально правивший Кешем, завоевал Самарканд в 631—642 гг. н. э. и основал династию ихшидов. Его правление в Самарканде последовало за правлением гуннских племён, которые взяли под свой контроль город примерно с 437 г. н. э. Основателю Шишпиру наследовали несколько поколений царей, которые записаны в китайских хрониках и известны благодаря их чеканке.
Гуннское наследие проявляется в чеканке Шишпира, так как он принял гуннскую Y-образную тамгу () на реверсе его монет. Таким образом, символ эфталитов появляется на остаточной чеканке Самарканда, вероятно, как следствие контроля эфталитов над Согдианой, и становится заметным в согдийской чеканке до мусульманского завоевания Мавераннахра.
Надписи, найденные на развалинах дворца ихшидов в Самарканде, и легенды о монетах позволяют предположить, что ихшиды называли свою династию «Унаш», то есть «гуннский». На росписях афрасиабских росписей, выполненных в раннеихшидский период, имеется надпись с упоминанием царя «Вархумана Унаша».

Когда царь Вархуман Унаш пришёл к нему [посол] открыл рот [и сказал так]: «Я Пукарзате, дапирпат (канцлер) Чаганиана. Я прибыл сюда от Туранташа, владыки Чаганиана, в Самарканд, к царю, и относительно [к] царю [теперь] нахожусь [здесь]. И в отношении меня не имейте никаких опасений: О богах самаркандских, как и о письменности самаркандской, я хорошо осведомлён, и царю я также не сделал никакого зла. Пусть тебе повезет! И король Вархуман Унаш простился [с ним]. И [тогда] дапирпат (канцлер) Чача открыл рот.— Надпись на мантии посла, фрески Афрасиаба.

### Фрески Афрасиаба
Росписи Афрасиаба в Самарканде датируются серединой VII века н. э. на раннем этапе периода ихшидов, показывая приём иностранных сановников ихшидским царём Вархуманом. Вероятно, они были написаны около 655 г. н. э., поскольку Западно-тюркский каганат, члены которого широко представлены на фресках, переживал последние дни перед своим падением в 657 г. н. э., а династия Тан увеличивала свою территорию в Центральной Азии. На четырёх стенах комнаты частного дома изображены три-четыре страны соседней Средней Азии. На северной стене Китай (китайский праздник, с императрицей на лодке, а император на охоте), на южной стене Самарканд (то есть иранский мир: религиозное погребальное шествие в честь предков во время праздника Навруз), на восточной стене Индия (как земля астрологов и пигмеев, но живопись там сильно разрушена).

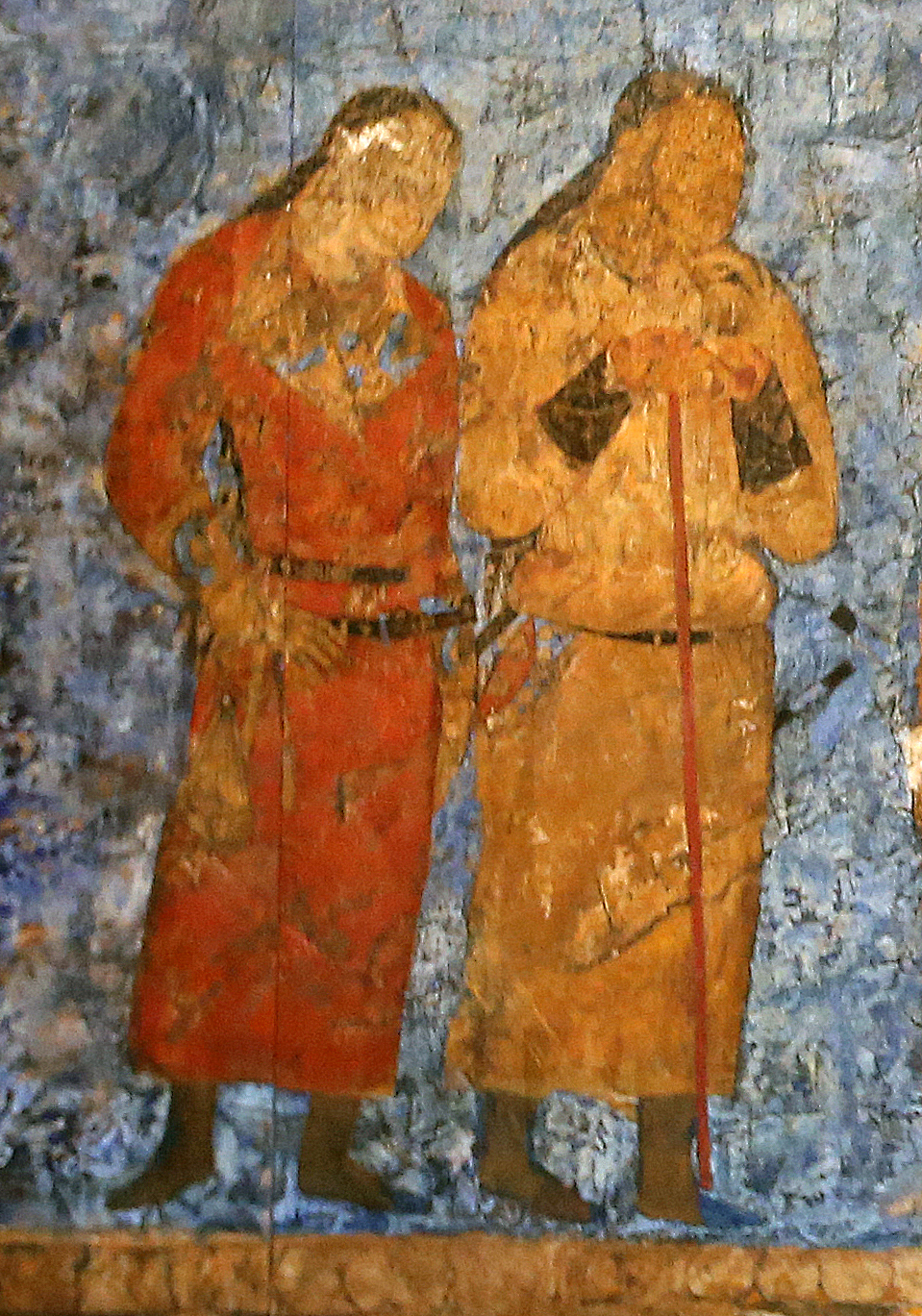
Офицеры западных тюрок сопровождают высокопоставленных лиц, посещающих царя Вархумана в Самарканде. Один из них помечен как происходящий из Арги (Карашар в современном Синьцзяне). Фреска Афрасиаба, вероятно, написана около 655 г. н. э.
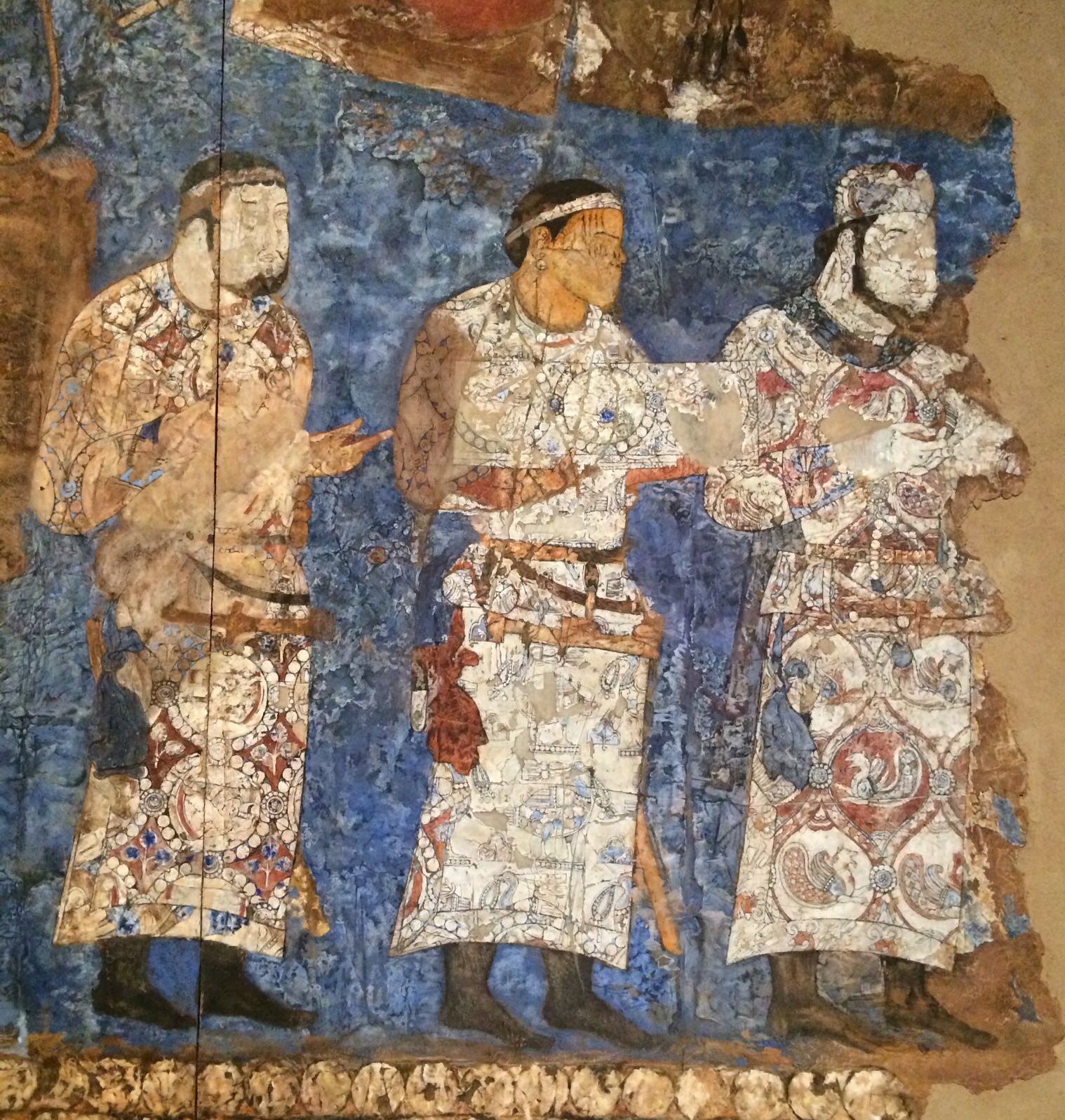
Послы из Чаганиана (центральная фигура, надпись на шее) и Чача (современный Ташкент) к царю самаркандскому Вархуману. Около 655 г. н. э., фрески Афрасиаба, Самарканд[11][12].
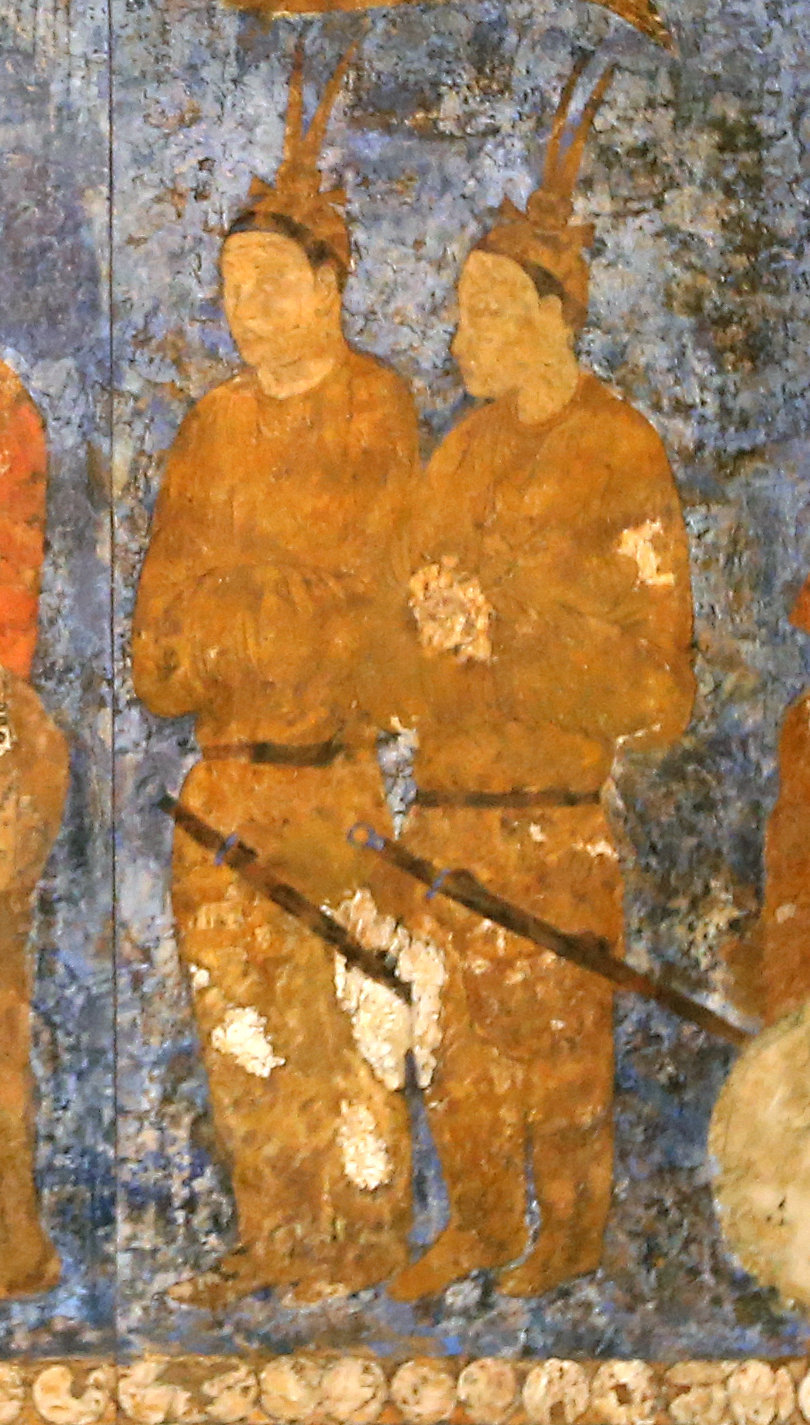
Корейские послы во время аудиенции у царя Самарканда Вархумана. Их можно узнать по двум перьям на голове[13]. Около 655 г. н. э., Афрасиаб, Самарканд[11][14].
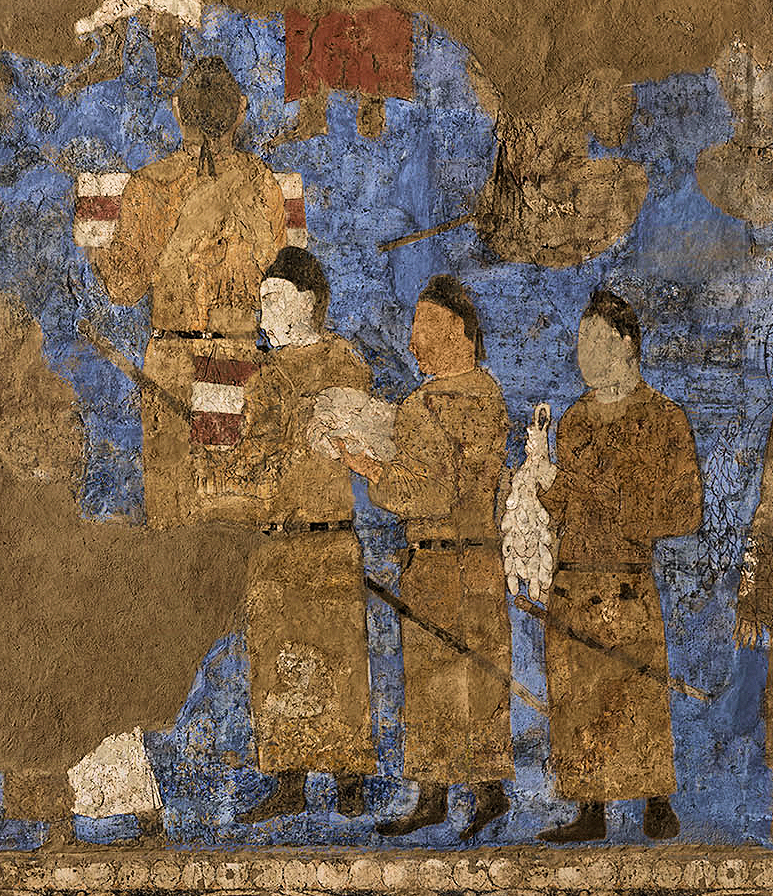
Эмиссары династии Тан при дворе Вархумана в Самарканде несут шёлк и нить коконов тутового шелкопряда, около 655 г. н. э., фрески Афрасиаба, Самарканд

Китайцы утвердили свою политическую власть в Средней Азии за счёт западных тюрок, путём создания протектората Аньси и формального назначения местных правителей на должности губернаторов в провинциях, созданных китайцами. Уже в 650—655 гг. н. э. Вархуман был признан китайцами «царём Канджу» (Согдиана) и наместником, как сообщают китайские хроники:

В эпоху Юнхуэй (永徽) (650–655 гг. н. э.) император Гао-цзун сделал эту территорию правительством Кангюй и дал титул губернатора королю страны, Вархуману (拂呼缦, Фухуман).— Китайские анналы о Вархумане.
Западные тюрки, которые около века были главной державой в регионе, распались после танского завоевания западных тюрков и кончины их правителя Ашина Хелу в 658 г. н. э., после чего они стали вассалами китайцев.
В этот период ихшиды и другие центральноазиатские коммуны неоднократно обращались к Китаю за военной помощью, но эти просьбы, как правило, встречались пустыми обещаниями, так как китайская армия во главе с генералом Гао Сяньчжи была занята войной против Тибета.

## Эпилог
Линия сохранилась до времён Аббасидов, хотя к тому времени её местонахождение находилось в Истихане. Правителей Ферганского княжества также называли «ихшидами».

### Гурек
Среди наиболее заметных и энергичных из согдийских царей был Гурек, который в 710 году сверг своего предшественника Тархуна и в течение почти тридцати лет, путём изменчивых союзов, сумел сохранить шаткую автономию между расширяющимся Омейядским халифатом и Тюргешским каганатом.
Известно, что в 718 году Гурек отправил посольство к китайскому двору с просьбой о поддержке против арабов, но в военной помощи было отказано, вероятно, из-за огромных затрат и расстояний:

Тогда король Гурек не смог победить в войне с арабами. Он пришёл просить о помощи, но император отказал.— Новая книга Тан, книга 221.
В отместку арабский наместник, возможно, назначил Деваштича, правителя близлежащего Пенджикента, правителем Самарканда, чтобы заменить Гурека. Некоторые монеты Самарканда, возможно, были выпущены Деваштичем и могут соответствовать этому периоду. Власть арабов в регионе продолжала расти, поскольку они победили восстание Деваштича в 722 г. н. э.

### Тургар
Правление последнего правителя ихшидов Тургара, кажется, пережило период относительного процветания под довольно благосклонным наблюдением мусульманского губернатора Омейядов Насра ибн Сайяра. Так продолжалось до восстания Абу Муслима и установления Аббасидского халифата в 750 г. н. э., после чего согдийцам пришлось принять ислам.
Тургар отправил посольство в Китай в 750 г. н. э., вероятно, прося поддержки. Надежда на китайскую поддержку ихшидов вскоре испарились после их стратегического поражения от арабов в битве при Таласе и роспуска протектората Аньси в 751 г. н. э. Во время внутреннего восстания Ань Лушаня в 755 г. н. э. китайцам пришлось вывести все свои оставшиеся силы из Средней Азии, лишив ихшидов какой-либо дипломатической поддержки против арабов.
Тургар, вероятно, был свергнут примерно в 755—757 годах нашей эры и прекратил чеканку монет. Монеты арабо-согдийского стиля теперь чеканились в Самарканде от имени правителя Хорасана Абу Дауда Халида ибн Ибрагима. Единственное согдийское сопротивление теперь принимало форму внутренних социальных или религиозных восстаний в рамках Арабского халифата.

## Ихшиды Согда
| Правитель                   | Правление         | Чеканка монет                                                  | Легенды монет                                            | Китайское имя | Транскрипция |
| --------------------------- | ----------------- | -------------------------------------------------------------- | -------------------------------------------------------- | ------------- | ------------ |
| Шишпир                      | 642-655 гг. н. э. |                                                                | <šyšpyr MLKA> /šēšpēr xšēδ/                              | 沙瑟毕        | Шасеби       |
| Вархуман                    | 655-696 гг. н. э. |                                                                | <(ʾ)βrγwmʾn MLKA> /(ə)warxumān xšēδ/                     | 拂呼缦        | Фухуман      |
| Урк Вартрамук               | 675-696 гг. н. э. | Ikhshids of Samarkand. Ukar (Urk Vartramuka). Circa 675-696 CE | <ʾwrk wrtrmwk MLKA> /Urk Wartramuk xšēδ/                 |               |              |
| Тукаспадак                  | 696-698 гг. н. э. |                                                                | <twkʾspʾδk MLKA> /Tōkəspāδak xšēδ/ /Tōkəspāδē xšēδ/      | 笃娑钵提      | Дусаботе     |
| Мастан-Навиан (Мастич-Унаш) | 698-700 гг. н. э. |                                                                | <mʾstn-nʾwyʾn MLKA> <mʾstc ʾwnš MLKA> /Mastič Unaš xšēδ/ | 泥涅师师      | Ниниешиши    |
| Тархун                      | 700-710 гг. н. э. | Ikhshids of Samarkand. Tarkhun. Circa AD 700-710               | <trγwn MLKA> /Tarxūn xšēδ/                               | 突昏          | Тухун        |
| Гурек                       | 710-738 гг. н. э. |                                                                | <ʾwγrk MLKA> /Uγrak xšēδ/                                | 乌勒伽和      | Велекахе     |
| Тургар                      | 738-755 гг. н. э. |                                                                | <twrγʾr MLKA> /Turγar xšēδ/                              | 咄曷          | Душе         |

## Чеканка монет
Ихшиды выпускают в основном медные монеты китайского образца (типа Кайюань Тунбао, круглые с квадратным отверстием в центре), с легендами на арамейском и согдийском языках с указанием имени и титула правителя. В арамейской легенде используется титул МЛКА «царь», в согдийской легенде используется титул xšēδ (ихшид, «правитель»). Ихшиды также выпустили несколько серебряных монет сасанидского образца с ликом правителя на аверсе и жертвенником огня на реверсе. Гуннская Y-образная тамга эфталитов () появляется на реверсе этих монет. Второй символ (справа) — трискелион, символ Кеша, откуда произошёл Шишпир, основатель ихшидов.

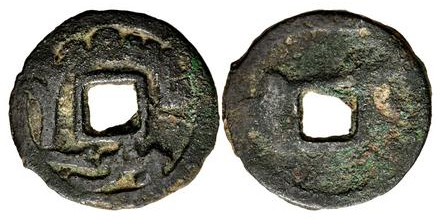
Чеканка Вархумана, согдийского ихшида. Около 650-675 гг. н. э.
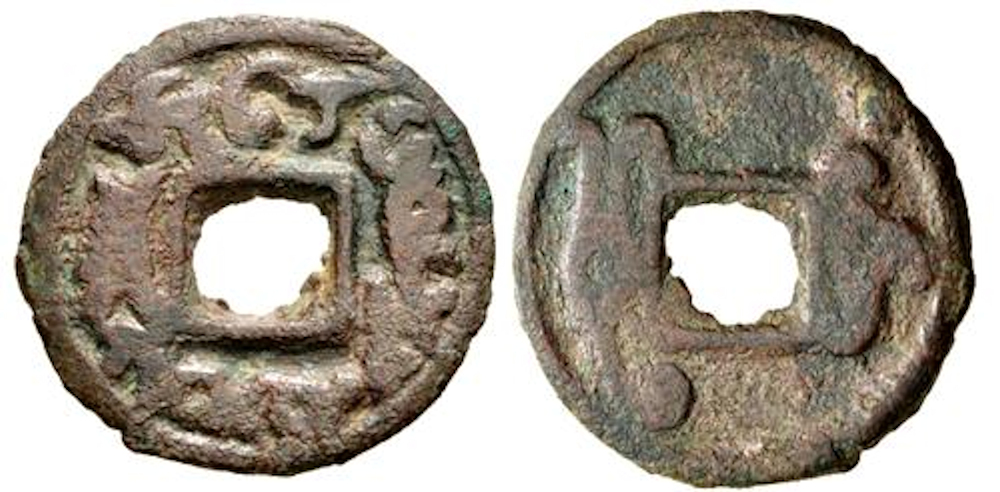
Монета имени Укара (Урк Вартрамука), самаркандского ихшида. Тамга эфталитов  появляется на реверсе слева[4]. Около 675-696 гг. н. э.

## Другое использование титула «ихшид»
Арабские авторы сообщают, что этот титул также использовался правителем Ферганы в тот же период: Ибн аль-Асир сообщает, что именно ихшид Ферганы призвал китайцев на помощь против арабов, что привело к битве при Таласе.
Престиж титула в Средней Азии оставался высоким вплоть до X века, когда его принял тюркский полководец и правитель Египта Мухаммед ибн Тугдж, дед которого был выходцем из Ферганы. После его титула недолговечная династия, основанная Мухаммедом аль-Ихшидом, известна как династия Ихшидидов.